# Manleu
Manleu ist ein osttimoresisches Dorf im Suco Wenunuc (Verwaltungsamt Metinaro, Gemeinde Dili).
Manleu liegt im Nordosten des Sucos Wenunuc an der Überlandstraße von der Landeshauptstadt Dili nach Manatuto weiter im Osten und gehört administrativ zur Aldeia Manuleu. Direkt südwestlich befindet sich die Aldeia Rai-Mean als eigenständige Siedlung, in der auch die Grundschule Manuleu steht. Weiter in diese Richtung liegt der Nationale Heldenfriedhof (Jardim dos Heróis e martires da Pátria).
Nördlich befindet sich die Küste der Straße von Wetar, die zum Teil mit Mangroven bedeckt ist. Riffe sind der Küste vorgelagert.